# Dorcadion nigrostriatum
Dorcadion nigrostriatum är en skalbaggsart som beskrevs av Karl Adlbauer 1982. Dorcadion nigrostriatum ingår i släktet Dorcadion och familjen långhorningar. Inga underarter finns listade i Catalogue of Life.